# Mers El Hadjadj
Mers El Hadjadj (em árabe: مَرس ألحَجَاج) é uma comuna localizada na província de Orã, Argélia. De acordo com o censo de 2009, a população total da cidade era de 13 153 habitantes.